# Weissia flavescens
Weissia flavescens là một loài Rêu trong họ Pottiaceae. Loài này được (E. Britton) W.D. Reese miêu tả khoa học đầu tiên năm 1991.